# Бадалов, Юрий Иванович
Юрий Иванович Бадалов (род. 15 декабря 1936, Краснодар, Азово-Черноморский край) — российский руководитель и конструктор в сфере радиоэлектронной и оборонной промышленности, генеральный директор НПО «Антей» (1988—1994), президент ОАО «Промышленная компания Концерн „Антей“» (1994—1999), лауреат Государственной премии СССР.

## Биография
Родился 15 декабря 1936 года в г. Краснодар. После окончания МАИ (1960) направлен в НИИ-20 (НИЭМИ), где занимал должности инженера, главного инженера, зам. директора.
В 1984 году перешёл в НПО «Антей», созданное на базе НИЭМИ: первый зам. генерального директора — главный инженер, с 1988 генеральный директор. В 1994—1999 председатель Совета директоров — президент акционерного общества «Промышленная компания Концерн „Антей“».

## Награды и звания
Лауреат Государственной премии СССР (1984) за ЗРС С-300В.
Почётный радист СССР. Награждён медалью ордена «За заслуги перед Отечеством» II степени (6 октября 1997 года).

## Семья
Сын — Бадалов Андрей Юрьевич (род. 17 августа 1962), директор НИИ «Восход».